# Columnea rubida
Columnea rubida är en tvåhjärtbladig växtart som först beskrevs av Conrad Vernon Morton, och fick sitt nu gällande namn av Conrad Vernon Morton. Columnea rubida ingår i släktet Columnea och familjen Gesneriaceae. Inga underarter finns listade i Catalogue of Life.